# Phelipara affinis
Phelipara affinis är en skalbaggsart som beskrevs av Stefan von Breuning 1940. Phelipara affinis ingår i släktet Phelipara och familjen långhorningar. Inga underarter finns listade i Catalogue of Life.